# فيغو

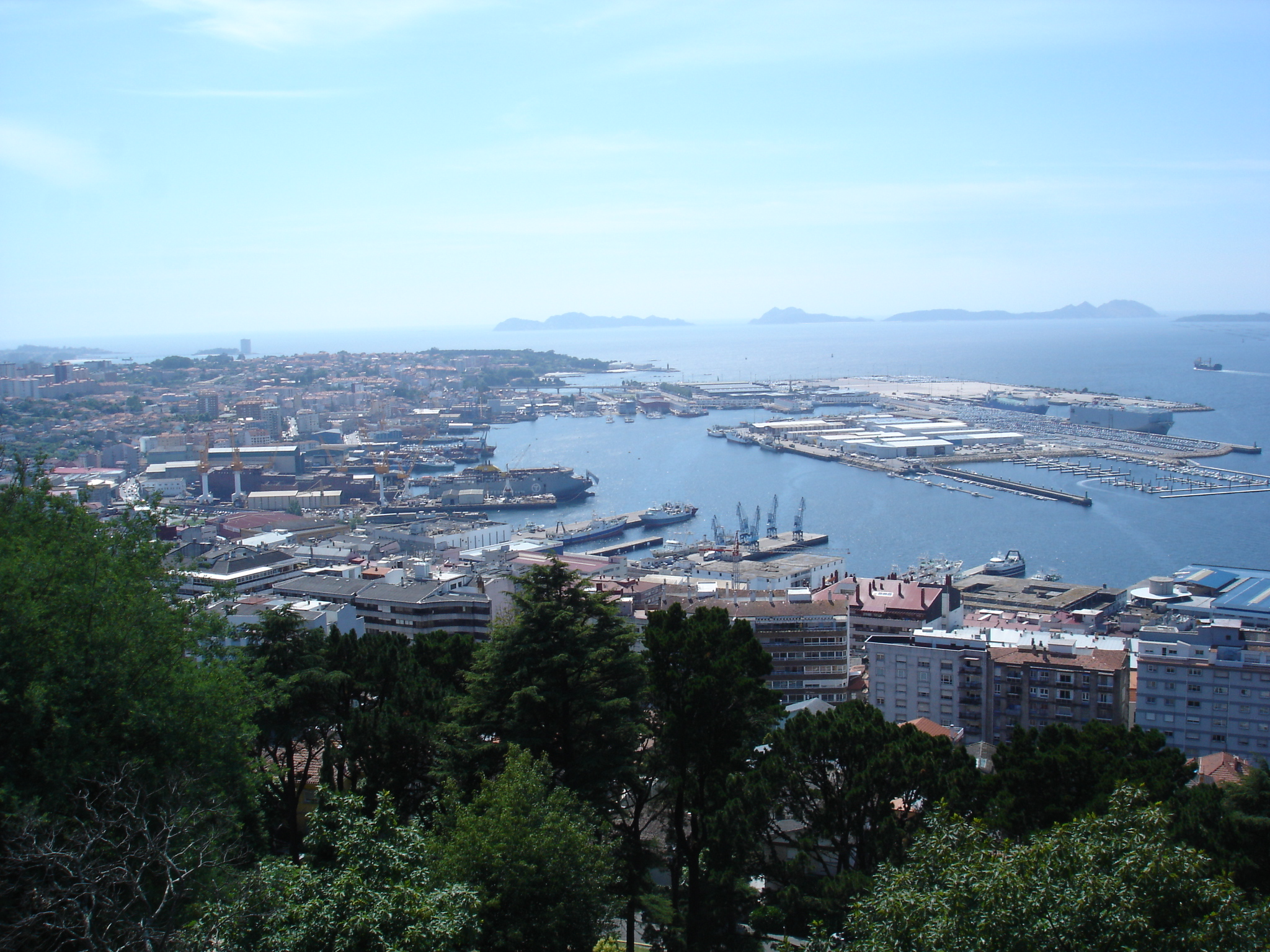
فيغو مشهد عام

فيغو (بالإسبانية: Vigo) هي مدينة تقع في مقاطعة بونتيفيدرا التابعة لمنطقة غاليسيا شمال غرب إسبانيا.
ويعتبر ميناؤها من أكبر موانئ الصيد بأوروبا ولقد تم اختيار المدينة مقر للوكالة الأوروبية للصيد البحري.

## الديموغرافيا
يبلغ عدد سكان مدينة فيغو 293.652 نسمة عام 2023 (وفقاً للمعهد الوطني للإحصاء الإسباني).
| 286.774 | 285.670 | 288.324 | 293.725 | 294.772 | 297.332 | 297.241 | 293.652 |

## توأمة
لفيغو اتفاقيات توأمة مع كل من:
- كاراكاس
- بوينس آيرس
- نارساك
- دورانجو
- لوريان
- بورتو
- لاس بالماس دي غران كناريا
- سيلايا
- تشينغداو

## أعلام
- سانتي مينا
- كونثيبثيون أرينال
- داف كوبر
- ياغو فالكي
- جوناثان كاسترو أوتو